# Ski de fond aux Jeux olympiques de 2014 – Sprint par équipes femmes
Navigation
Vancouver 2010 Pyeongchang 2018
L'épreuve féminine de sprint par équipe de ski de fond des Jeux olympiques d'hiver de 2014 a lieu le 19 février 2014 au complexe de ski de fond et de biathlon Laura. Les Norvégiennes Marit Bjørgen et Ingvild Flugstad Østberg remportent l'épreuve devant les Finlandaises Aino-Kaisa Saarinen et Kerttu Niskanen et les Suédoises Ida Ingemarsdotter et Stina Nilsson.

## Médaillés
| Or                                       | Argent                           | Bronze                      |
| Norvège (NOR) - Ingvild Flugstad Østberg | Finlande (FIN) - Kerttu Niskanen | Suède (SWE) - Stina Nilsson |

## Résultats

### Demi-finales
Les demi-finales commencent à 13:15.
| Rang | Demi-finale | Dossard | Pays       | Athlètes                               | Temps          | Note |
| ---- | ----------- | ------- | ---------- | -------------------------------------- | -------------- | ---- |
| 1    | 1           | 1       | Norvège    | Ingvild Flugstad Østberg Marit Bjørgen | 16 min 43 s 45 | Q    |
| 2    | 1           | 3       | Suède      | Ida Ingemarsdotter Stina Nilsson       | 16 min 48 s 76 | Q    |
| 3    | 1           | 2       | États-Unis | Sophie Caldwell Kikkan Randall         | 16 min 51 s 36 | LL   |
| 4    | 1           | 7       | Suisse     | Bettina Gruber Seraina Boner           | 17 min 02 s 14 | LL   |
| 5    | 1           | 6       | Canada     | Perianne Jones Daria Gaiazova          | 17 min 09 s 13 |      |
| 6    | 1           | 5       | France     | Aurore Jéan Célia Aymonier             | 17 min 10 s 07 |      |
| 7    | 1           | 4       | Italie     | Ilaria Debertolis Gaia Vuerich         | 17 min 35 s 98 |      |
| 8    | 1           | 8       | Chine      | Man Dandan Li Hongxue                  | 17 min 40 s 90 |      |
| 9    | 1           | 9       | Kazakhstan | Yelena Kolomina Anastassiya Slonova    | 17 min 49 s 66 |      |

| Rang | Demi-finale | Dossard | Pays      | Athlètes                            | Temps          | Note |
| ---- | ----------- | ------- | --------- | ----------------------------------- | -------------- | ---- |
| 1    | 2           | 11      | Finlande  | Aino-Kaisa Saarinen Kerttu Niskanen | 16 min 42 s 15 | Q    |
| 2    | 2           | 13      | Pologne   | Sylwia Jaśkowiec Justyna Kowalczyk  | 16 min 49 s 43 | Q    |
| DSQ  | 2           | 14      | Russie    | Anastasia Dotsenko Julia Ivanova    | 16 min 49 s 61 | LL   |
| 4    | 2           | 12      | Allemagne | Stefanie Böhler Denise Herrmann     | 16 min 58 s 98 | LL   |
| 5    | 2           | 15      | Autriche  | Katerina Smutna Teresa Stadlober    | 16 min 59 s 50 | LL   |
| 6    | 2           | 10      | Slovénie  | Alenka Čebašek Katja Višnar         | 17 min 00 s 32 | LL   |
| 7    | 2           | 16      | Slovaquie | Alena Procházková Daniela Kotschová | 18 min 51 s 94 |      |
|      | 2           | 17      | Ukraine   | Marina Lisogor Kateryna Serdiouk    | DNS            |      |

Q : Directement qualifiées pour la finale
LL : lucky loser

### Finale
| Rang                                | Dossard | Pays       | Athlètes                               | Temps          | Retard   |
| ----------------------------------- | ------- | ---------- | -------------------------------------- | -------------- | -------- |
| Médaille d'or, Jeux olympiques      | 1       | Norvège    | Ingvild Flugstad Østberg Marit Bjørgen | 16 min 04 s 05 | —        |
| Médaille d'argent, Jeux olympiques  | 11      | Finlande   | Aino-Kaisa Saarinen Kerttu Niskanen    | 16 min 13 s 14 | +09 s 09 |
| Médaille de bronze, Jeux olympiques | 3       | Suède      | Ida Ingemarsdotter Stina Nilsson       | 16 min 23 s 82 | +19 s 77 |
| 4                                   | 12      | Allemagne  | Stefanie Böhler Denise Herrmann        | 16 min 24 s 97 | +20 s 94 |
| 5                                   | 13      | Pologne    | Sylwia Jaśkowiec Justyna Kowalczyk     | 16 min 35 s 54 | +31 s 49 |
| DSQ                                 | 14      | Russie     | Anastasia Dotsenko Julia Ivanova       | 16 min 44 s 91 | +40 s 86 |
| 7                                   | 7       | Suisse     | Bettina Gruber Seraina Boner           | 16 min 45 s 47 | +41 s 42 |
| 8                                   | 2       | États-Unis | Sophie Caldwell Kikkan Randall         | 16 min 48 s 08 | +44 s 03 |
| 9                                   | 15      | Autriche   | Katerina Smutna Teresa Stadlober       | 16 min 49 s 16 | +45 s 11 |
| 10                                  | 10      | Slovénie   | Alenka Čebašek Katja Višnar            | 16 min 57 s 98 | +53 s 93 |